# Amt Hopsten
Das Amt Hopsten war ein Amt im Kreis Tecklenburg in Nordrhein-Westfalen. Im Rahmen der nordrhein-westfälischen Gebietsreform wurde das Amt zum 1. Januar 1975 aufgelöst.

## Geschichte
Im Rahmen der Einführung der Landgemeindeordnung für die Provinz Westfalen wurde 1844 im Kreis Tecklenburg die Bürgermeisterei Hopsten in das Amt Hopsten überführt. Dem Amt gehörte zunächst nur die Gemeinde Hopsten an. Im gleichen Jahr wurde im Kreis Tecklenburg auch das Amt Schale, bestehend aus den Gemeinden Halverde und Schale eingerichtet.
Das Amt Schale wurde 1930 aufgehoben und Halverde sowie Schale wurden in das Amt Hopsten eingegliedert. Das Amt Hopsten umfasste nunmehr die drei Gemeinden Halverde, Hopsten und Schale.
Das Amt Hopsten wurde zum 1. Januar 1975 durch das Münster/Hamm-Gesetz aufgelöst. Seine drei Gemeinden wurden zur neuen Gemeinde Hopsten zusammengeschlossen, die auch Rechtsnachfolgerin des Amtes ist und zum neuen Kreis Steinfurt gehört.

### Amtsbürgermeister
- 1965–1975 Franz Feldmann (CDU)[4]

## Einwohnerentwicklung
Amt Hopsten
| Jahr | Einwohner | Quelle |
| ---- | --------- | ------ |
| 1858 | 2093      | [ 5 ]  |
| 1871 | 2090      | [ 6 ]  |
| 1885 | 2054      | [ 7 ]  |
| 1910 | 2119      | [ 8 ]  |
|      |           |        |
| 1939 | 4554      | [ 9 ]  |
| 1950 | 5901      | [ 10 ] |
| 1974 | 5901      | [ 10 ] |

Das Amt wurde 1930 vergrößert.
Amt Schale
| Jahr | Einwohner | Quelle |
| ---- | --------- | ------ |
| 1858 | 1857      | [ 5 ]  |
| 1871 | 1699      | [ 6 ]  |
| 1885 | 1517      | [ 7 ]  |
| 1910 | 1647      | [ 8 ]  |